# Encinasola de los Comendadores
Encinasola de los Comendadores là một đô thị ở tỉnh Salamanca, phía tây Tây Ban Nha, cộng đồng tự trị Castile-Leon. Đô thị này có cự ly 96 kilômét so với thành phố tỉnh lỵ Salamanca và có dân số 280 người.

## Địa lý
Đô thị này có diện tích 33.74 km².
Đô thị này nằm ở khu vực có độ cao 710 mét trên mực nước biển.
Mã số bưu chính là 37256.